# Кирпотине (станція)
Кирпóтине — проміжна залізнична станція 5-го класу Запорізької дирекції Придніпровської залізниці на нелектрифікованій лінії Запоріжжя II — Пологи між станціями Лежине (9 км) та Фісаки (16 км). Розташована в однойменному селищі Запорізького району Запорізької області.

## Історія
Станція відкрита 1914 року на вже діючій з 1904 року другій лінії Катерининської залізниці Довгинцеве — Олександрівськ II — Царекостянтинівка (Комиш-Зоря).
Наприкінці 1994 — початку 1995 років електрифікована дільниця постійним струмом (=3 кВ) від станцій Запоріжжя I та Запоріжжя II до станції Передатна, у тому ж 1995 році проведена електрифікація до станції Ростуща, а згодом був призначений приміський електропоїзд сполученням Запоріжжя II — Ростуща, який курсував нетривалий час (через нерентабельність був скасований). За цей період електрифікація обмежилася фактично межами міста Запоріжжя (станція Ростуща розташована за 9,2 км від станції Запоріжжя II та за 2 км від межі міста).
Наприкінці 1999 року контактну мережу прокладено до станції Кирпотине, що розташована приблизно за 23,4 км від станції Запоріжжя II, на північному за́ході ліквідованого у 2020 році Оріхівського району (за кількасот метрів від адміністративного кордону з новоутвореним Запорізьким районом.
З 1999 року до листопада 2011 року курсував приміський електропоїзд сполученням Запоріжжя II — Кирпотине моторвагонного депо Запоріжжя II (РПЧ-3).
Наразі електрифікація лінії Запоріжжя — Пологи — Комиш-Зоря — Волноваха обмежилася лише станцією Кирпотине, проте станом на 1999 рік передбачалося завершити перший етап електрифікації до станції Оріхівська, другий етап — дільницю Оріхівська — Пологи, а третій етап — Пологи — Комиш-Зоря.
Станція Кирпотине є останньою електрифікованою у напрямку станції Пологи. Через невизначеність перспектив подальшої електрифікації цього напрямку лінія з декількох кілометрів стовпів-опор для підвішування контактної мережі на перегоні Кирпотине — Фісаки з 1999 року залишається так і неелектрифікованою.

## Пасажирське сполучення
До російського вторгнення в Україну на станції Кирпотине щоденно зупинялися дві пари поїздів приміського сполучення Запоріжжя — Пологи.